# Cuisine murcienne

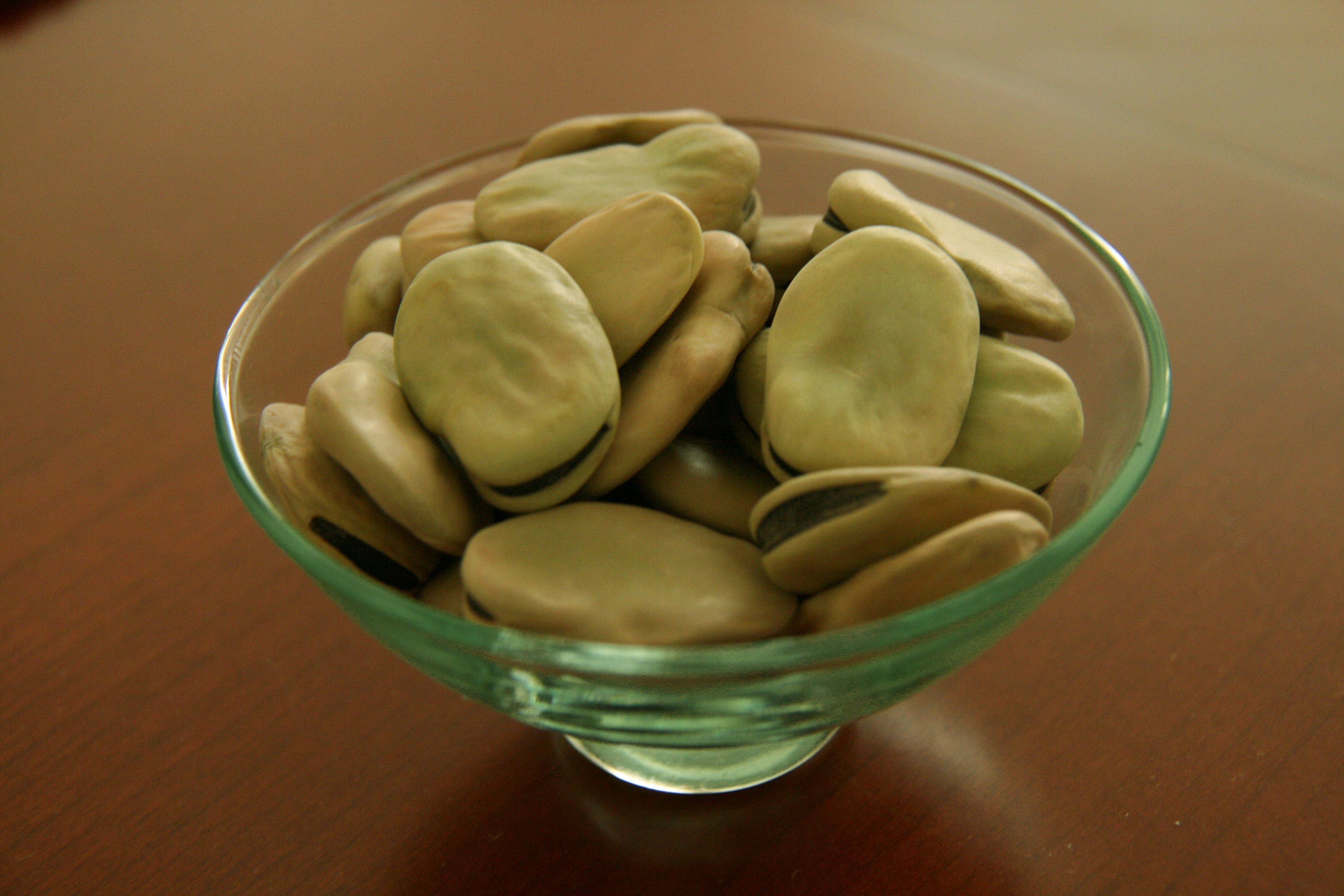
Michirones (une sorte de fève séchée) en ragoût avec des os de jambon et du chorizo.

La cuisine murcienne correspond à l'ensemble des plats, des ingrédients spécifiques et des techniques culinaires de la région de Murcie, en Espagne. La cuisine de Murcie est influencée par les cuisines voisines de La Mancha, Valence et Grenade. Cependant, la région de Murcie appartient à la région espagnole du Levante, ce qui se traduit par le caractère maritime de certains plats, dont le riz est l'ingrédient caractéristique, notamment le caldero cartagenero, et certaines préparations de poisson salé : les mojamas.
Dans le cas de Murcie, on trouve un potager abondant à l'intérieur (représentant la cuisine côtière et maraîchère), un attachement aux produits porcins identifiés à l'abattage du porc (cuisine de La Mancha), et une cuisine abondante de poissons et de fruits de mer. Il convient de noter que les éléments de base de la cuisine murcienne sont les poivrons et les tomates. L'une des préparations les plus uniques est la tourte à la viande murcienne (« un cadeau des riches et un régal pour les pauvres »).

## Histoire
Parmi les descriptions des Romains, on trouve celle de Marcus Porcius Cato lorsqu'il décrit dans son De re rustica une tourte à la viande semblable à la tourte à la viande murcienne. Les Romains ont introduit la culture de l'olivier dans la région dès leur arrivée, culture qui s'est développée au fil du temps. Les poissonneries romaines et leurs salinas facilitaient la production de garum, le garum de Carthage Nova étant célèbre dans tout l'empire, ce qui a donné naissance au goût du poisson salé typique de la cuisine murcienne. Le passage dans la région de la cuisine andalouse a laissé quelques influences culinaires en Murcie. Les Arabes d'al-Andalus ont montré leur connaissance de l'utilisation du cours du Segura (et Reguerón), créant un système d'irrigation complexe. Le goût pour la cuisson de l'aubergine vient de l'époque andalouse et son alboronía en est un échantillon. Il en est de même pour les artichauts (préparés dans la région farcis de divers contenus), les ajetes, et les calabacines (préparé farci de crevettes ou même de saucisses). Les mojamas étaient très populaires dans la cuisine andalouse comme moyen de conservation du poisson.